# John Batman
John Batman (Rosehill, 21 gennaio 1801 – Melbourne, 6 maggio 1839) è stato un esploratore, imprenditore e allevatore australiano.
Si insediò nel nordest della colonia della Terra di Van Diemen negli anni 1820, prima di diventare esponente di spicco della Port Phillip Association e guidare una spedizione nella baia di Port Phillip alla ricerca di un posto in cui costruire un nuovo insediamento. È meglio conosciuto per il suo ruolo nella fondazione dell'insediamento sul fiume Yarra che sarebbe poi diventato la città di Melbourne, capitale della nuova colonia di Victoria ed una delle più grandi ed importanti città australiane. Il trattato che Batman negoziò con gli aborigeni locali nel 1835 per comprare la terra a Port Phillip scatenò discussioni, ed è rimasto oggetto di numerosi dibattiti storici.

## Biografia
I genitori inglesi di Batman, William e Mary Batman, giunsero a Sydney nel 1797 a bordo della Ganges. John nacque nel 1801 a Rosehill, Parramatta, oggi un sobborgo di Sydney ma al tempo uno dei primi insediamenti di agricoltori della nascente colonia.

### Trasferimento in Tasmania
Nel 1821 John (all'età di 20 anni) ed il fratello Henry si trasferirono nella Terra di Van Diemen (oggi nota come Tasmania) per insediarsi nel nordest nei pressi di Ben Lomond. Comprarono 'Kingston', una proprietà che si diceva essere "...ampia come superficie e povera dal punto di vista agricolo,...".
Nel dicembre 1825, o all'inizio del 1826, Batman catturò il famoso bushranger Matthew Brady, il che gli valse altra terra da parte del governo.
Brady fu ferito ad una gamba durante un conflitto con le autorità, ma riuscì a fuggire. Batman uscì disarmato alla ricerca di Brady, e lo trovò quasi accidentalmente. Vide un uomo zoppicare nel bush nei pressi di un torrente e lo rincorse. Si trattava di Brady. Obbligò Brady ad arrendersi e ritornare con lui. Il fuorilegge era malato e sofferente, e fece come gli era stato chiesto. Brady fu condannato a morte.
Batman divenne un allevatore. Partecipò alla cattura di aborigeni della Tasmania nel 1829. Diede lavoro ad aborigeni assunti a Sydney, Nuovo Galles del Sud. Tra il 1828 ed il 1830 gli aborigeni della regione furono uccisi o catturati dai cacciatori di taglie come John Batman.
In qualità di governatore coloniale della Tasmania, George Arthur notò che John Batman "...aveva ucciso molte persone". Un esame più attento di questa cifra rivelò un insieme di motivi ed azioni di Batman per conto del governo nei cosiddetti "roving parties". Ad esempio, nel settembre 1829, John Batman (a 28 anni), con l'aiuto di numerosi "neri di Sydney" che aveva portato in Tasmania, guidò un attacco contro una famiglia aborigena di 60–70 uomini, donne e bambini nel distretto di Ben Lomond nel nordest della Tasmania. Aspettando le 23:00, egli "…ordinò agli uomini di aprire il fuoco su di loro..." quando i loro 40 cani diedero l'allarme e gli aborigeni uscirono all'aperto, uccidendo circa 15 persone. Il mattino seguente abbandonò il luogo per tornare alla sua fattoria, con due aborigeni gravemente feriti, una donna ed il suo bimbo di due anni. In ogni caso, "...ritenni impossibile che i primi due [gli uomini] potessero camminare, e dopo aver provato a farli marciare con ogni mezzo, per un certo tempo, capii di non poterli portare con me e fui obbligato ad ucciderli". La donna catturata, di nome Luggenemenener, fu poi mandata a Campbell Town, incarcerata e separata dal suo bambino, Rolepana, "...dopo che lei aveva affrontato la morte per proteggerlo". Batman scrisse poi al segretario coloniale britannico John Burnett, in una lettera del 7 settembre 1829, che aveva tenuto il bambino con l'intenzione "...di allevarlo...". Luggenemenener morì il 21 marzo 1837 incarcerata nell'insediamento di dell'isola Flinders.
In seguito Rolepana (a 8 anni), sopravvissuto da bambino ad un massacro di un 'roving party' guidato da John Batman, viaggiò con lui e partecipò alla fondazione di Melbourne nel 1835. Alla morte di Batman nel 1839, Rolepana aveva 12 anni. Boyce fa notare che Rolepana fu assunto dal colono George Ware a 12 sterline l'anno alla morte di Batman, "...ma non si sa cosa gli successe dopo". Haebich afferma che Rolepana sia morto a Melbourne nel 1842 (a circa 15 anni). Afferma anche che:
(Anna Haebich)
Batman acquisì importanza durante la guerra nera del 1830, nella quale a 29 anni partecipò alla formazione di una linea attraverso l'isola per confinare gli aborigeni della Tasmania dalle proprie terre in un'area "gestibile".
Nel febbraio 1830 Batman scrisse al segretario coloniale britannico John Burnett riguardo alla sua difficoltà nel catturare gli aborigeni della Tasmania.
L'artista del XIX secolo John Glover intitolò uno dei suoi dipinti di aborigeni Panorama di Batman, Benn Lomond (1835) "...per il fatto che Mr Batman frequentava questo luogo per catturare i nativi".
A Batman fu diagnosticata la Sifilide nel 1833.
Nel 1835 la proprietà Batman, "...Kingston [nei pressi di Ben Lomond], di oltre 28 km², aveva appropriati animali ed edifici, e numerosi operai; ma era troppo aspra per essere produttiva".

### Fondazione di Melbourne e trattato di Batman

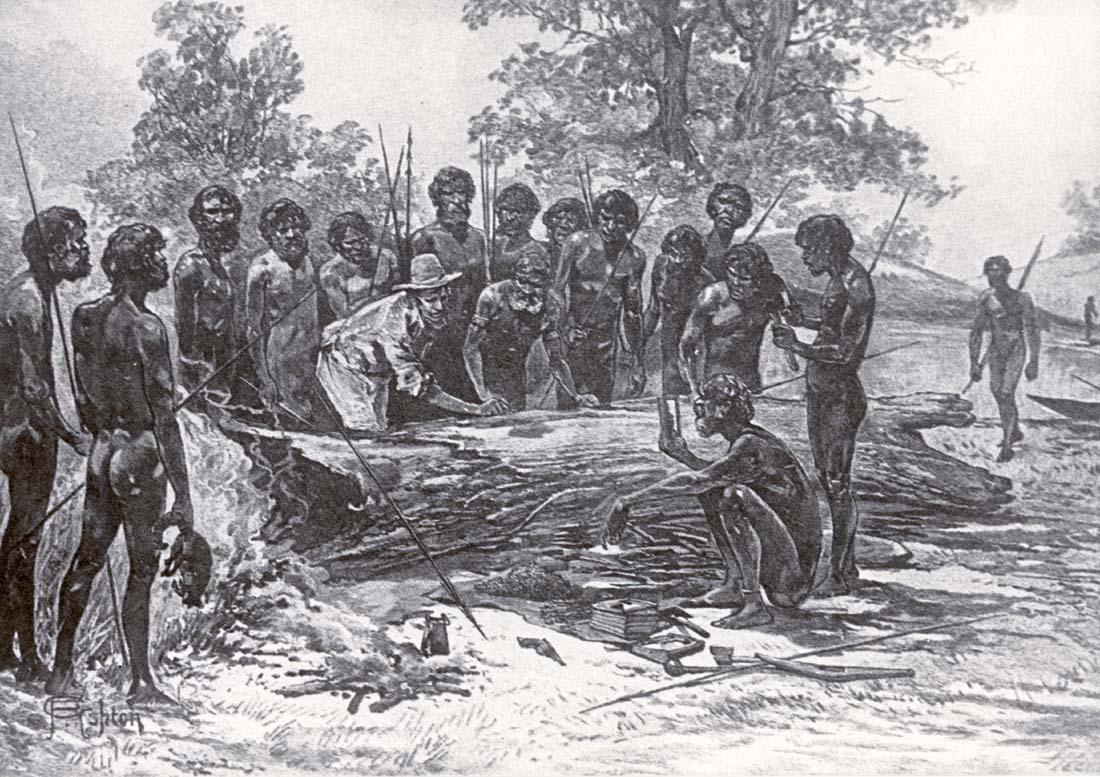
Opera del 1880 raffigurante la firma del trattato di Batman

Batman chiese concessioni terriere nella zona di Western Port, ma le autorità coloniali del Nuovo Galles del Sud rifiutarono la richiesta. Nel 1835, da esponente di spicco della Port Phillip Association salpò dalla terraferma sulla scuna Rebecca ed esplorò buona parte di Port Phillip.
Quando scoprì il sito dell'odierna Melbourne, scrisse nel suo diario il giorno 8 giugno 1835, "Questo sarà un buon posto per un villaggio". battezzando la terra "Batmania".
I negoziati del trattato di Batman con i Kulin (aborigeni dell'attuale Victoria centrale) si svolsero nel giugno 1835 sulle rive del Merri Creek nell'attuale Northcote (sobborgo interno di Melbourne), "…usando i consigli legali dell'ex procuratore genelrale della Terra di Van Diemen, Joseph Gellibrand, e con il sostegno dei suoi compagni aborigeni di Nuovo Galles del Sud e Terra di Van Diemen".
Batman non visitò l'accampamento coloniale poi fondato sul fiume Yarra (ovvero Melbourne) prima del novembre 1835. Proseguì per oltre un secolo il dibattito su questo momento della nascita di Melbourne. Batman scrisse nel suo diario il lunedì 8 giugno 1835 che ".. la nave risalì il fiume di cui parlai, che giunge da est, e sono lieto di annunciare, circa sei miglia a monte abbiamo trovato acque buone e molto profonde. Questo sarebbe un buon luogo per un villaggio. I nativi sulla costa". Il giorno prima Batman ed il suo gruppo erano tornati dal loro incontro con i Kulin Elders sulle colline che costeggiano la riva settentrionale dello Yarra. Resta abbastanza incerto il fatto che il gruppo abbia visto il 'luogo per un villaggio' dalle 'Cascate', ed è altrettanto incerto il fatto che Batman fosse a bordo della barca che esplorò lo Yarra l'8 giugno. Ma il sito si era già fatto notare per le sue qualità da numerosi britannici tra cui John Helder Wedge e da un amico di Batman, Hamilton Hume.
Batman negoziò un trattato (noto oggi come trattato di Batman ma anche come trattato di Dutigulla, atto di Dutigulla, trattato di Melbourne o atto di Melbourne), con i Kulin per poter affittare la loro terra su base annua per 40 coperte, 30 asce, 100 coltelli, 50 forbici, 30 specchi, 200 fazzoletti, 100 libbre di farina e 6 magliette. È improbabile che i Kulin abbiano accettato la cosa come una vendita ma, come scrisse Percival Serle, "Senza dubbi coperte, coltelli, asce, ecc. donati agli aborigeni li resero i benvenuti". In ogni caso, il governatore Governor Bourke considerò nullo il trattato dato che la terra era già stata reclamata dalla Corona. Altri coloni, tra cui il gruppo rivale di John Pascoe Fawkner, giunsero a fondare Melbourne.

### Vecchiaia
Batman e la sua famiglia si trasferirono in quella che poi divenne nota come Batman's Hill all'estremità occidentale di Collins Street, a Melbourne. Costruì una casa alla base della collina nell'aprile 1836. La salute di Batman peggiorò velocemente dopo il 1835 quando la sifilide lo sfigurò e lo storpiò, venendo cacciato dalla moglie, Elizabeth Callaghan. Avevano avuto sette figlie ed un figlio. Il figlio annegò nel fiume Yarra.
Alla morte di Batman, il 6 maggio 1839, la vedova e la famiglia si allontanarono dalla casa di Batman's Hill, e la casa fu requisita dal governo per essere trasformata in uffici amministrativi.

## Retaggio

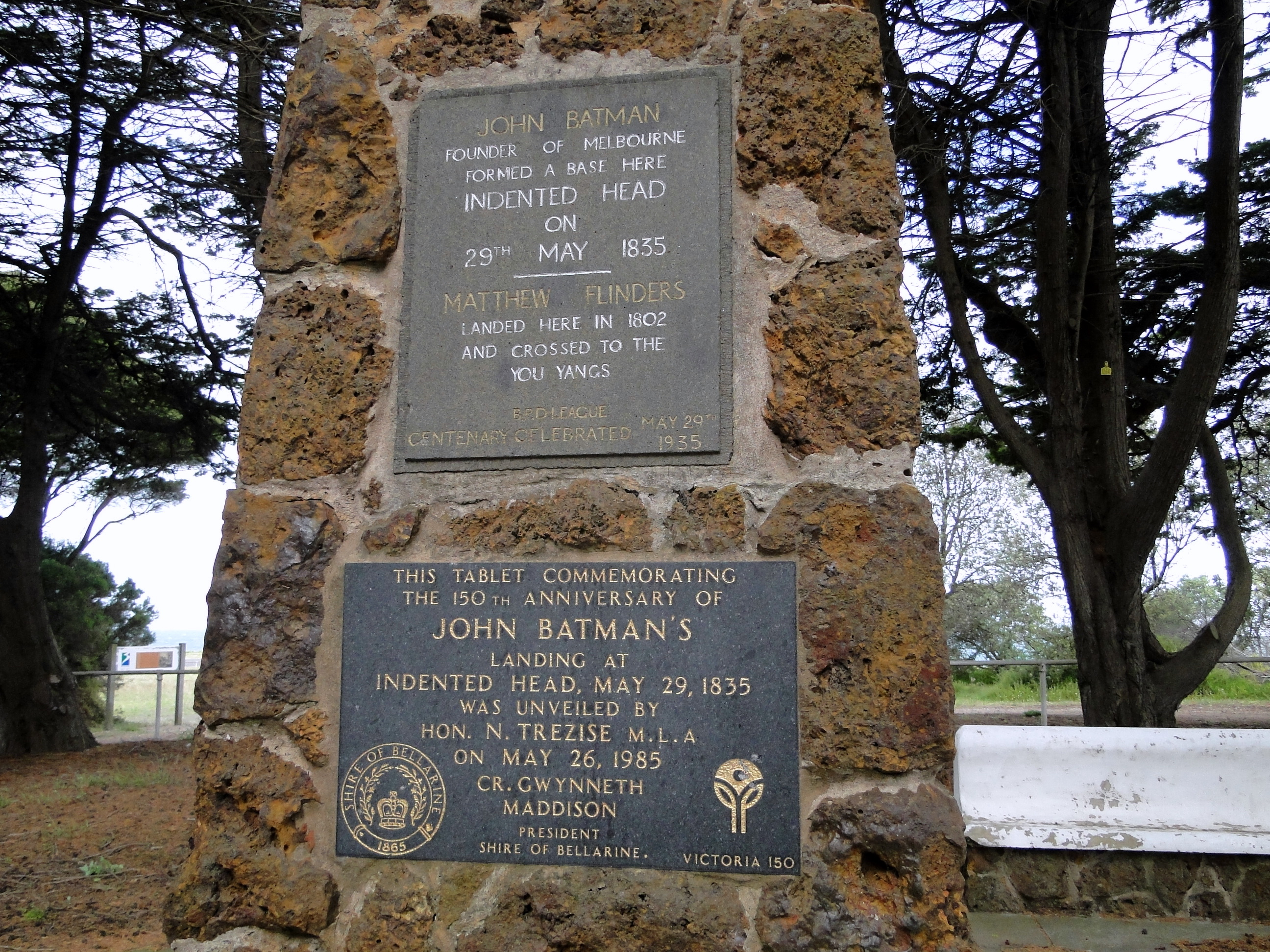
Dettaglio dell'inscrizione sul memoriale dedicato a Matthew Flinders e John Batman memorial a Indented Head, Victoria, Australia

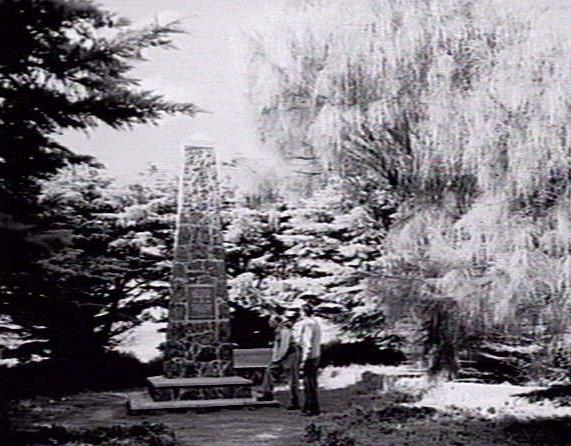
Monumento storico che segna il punto in cui Batman sbarcò a Indented Head nel 1835

Batman fu sepolto nel vecchio cimitero di Melbourne ma fu esumato e trasferito nel cimitero Fawkner, un cimitero che prende il nome dal suo collega colono John Pascoe Fawkner. Un obelisco in pietra fu eretto nel 1922 e poi trasferito in Batman Avenue prima di venire riportato al Queen Victoria Market nel 1992.
Lo sprinter australiano Daniel Batman era un discendente diretto di John Batman.

### Luoghi che portano il nome di John Batman
- Batman Bridge (Tasmania)
- Divisione di Batman (divisione elettorale di Victoria)
- Batman Park (Melbourne CBD)
- Batman Park (Northcote, Victoria)
- Batman's Hill (Melbourne CBD)
- Batman railway station (Melbourne) (North Coburg, Victoria)[25]
- Batman Avenue, Melbourne
- Batman Avenue, Keilor Park
- Batman Avenue, Sunbury
- Batman Avenue, Hurstbridge
- Batman Avenue, Shepparton
- Batman Close, Thornton (Nuovo Galles del Sud)
- Batman Lane, Surry Hills (Nuovo Galles del Sud)
- Batman Road, Eltham
- Batman Street, Burnside Heights
- Batman Street, Footscray
- Batman Street, Altona Meadows
- Batman Street, Aberfeldie
- Batman Street, Fitzroy North
- Batman Street, Portarlington
- Batman Walk, Parramatta
- John Batman Drive, Melton West
- John Batman Gardens, Sandringham